# Abtei-Gymnasium Brauweiler
Das Abtei-Gymnasium Brauweiler ist ein Gymnasium in Brauweiler (Nordrhein-Westfalen). Es wurde im Jahre 1973 zunächst als Ableger des Geschwister-Scholl-Gymnasiums in Pulheim eingerichtet, nachdem die damalige Gemeinde Brauweiler seit 1965 versucht hatte, ein eigenes Gymnasium zu gründen. Aufgrund der hohen Anmeldezahlen für das Schuljahr 1974/75 wurde die Zweigstelle des Pulheimer Gymnasiums jedoch schon am 28. Juni 1974 ein eigenständiges Gymnasium im Gebäude des kurz zuvor neugebauten Schulzentrums Brauweiler. Es wird vor allem Schülern aus Brauweiler und den Nachbardörfern Dansweiler, Sinthern, Geyen, Frechen-Königsdorf, Bergheim-Glessen, Köln-Widdersdorf und Köln-Lövenich besucht. Seit November 2010 darf es sich Europaschule nennen. Seit dem Schuljahr 2012/13 wird ein bilingualer Zweig mit Englisch angeboten. Dazu können die Schüler sich zwischen Französisch und Latein als zweite Fremdsprache entscheiden. Auch Spanisch wird in der Oberstufe und als Differenzierungsbereich angeboten.

## Lage und Ausstattung

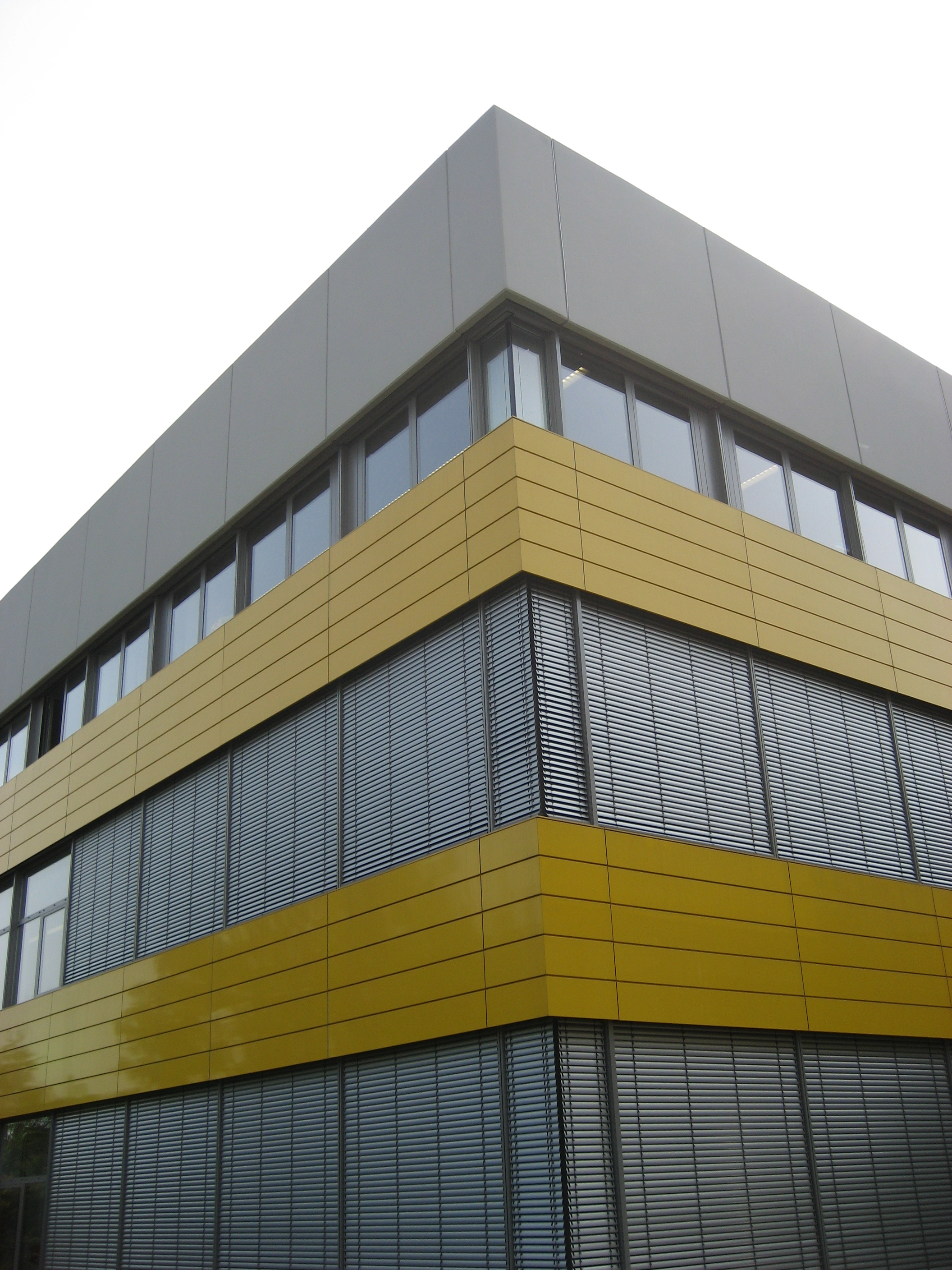
Ansicht der Fassade

Das Abtei-Gymnasium bildet seit Sommer 2014 mit der Gesamtschule Pulheim das Schulzentrum Brauweiler. Die Schule verfügt über 46 Unterrichtsräume, einen Musiksaal, eine Mensa, zwei Dreifachsporthallen, eine Bibliothek und ein Selbstlernzentrum. Als Fachräume stehen weiterhin je drei Physikräume, Chemiesäle, Biologieräume und Computerräume (inkl. Internetanschluss) sowie die dazugehörigen Vorbereitungsräume und Sammlungen zur Verfügung.

## Name
Der Name Abtei-Gymnasium bezieht sich auf die sich in Brauweiler befindliche Abtei. Ein direkter kirchlicher Zusammenhang besteht nicht. Die Namensgebung erfolgte im Jahre 1991. Davor hieß es Gymnasium Brauweiler.

## Besonderheiten
Seit dem Schuljahr 2003/04 wird etwa die Hälfte der Schüler in Kultour-Klassen unterrichtet. Dabei werden bis zu sechs Wochenstunden Unterricht projekt- und produktorientiert in Zusammenarbeit zwischen Lehrkräften und Externen unter anderem aus darstellender Kunst, Theaterpädagogik und Fotografie erteilt. Die einzelnen Jahrgänge stehen unter unterschiedlichen Schwerpunkten:
- Klasse 5: Bewegungstheater
- Klasse 6: Sprechtheater
- Klasse 7: Schreibwerkstatt
- Klasse 8: Multi-Kulti
- Klasse 9: Design

In der Oberstufe besteht die Möglichkeit, entsprechende Kurse zu belegen:
- Jahrgangsstufe EF: Fotografie
- Jahrgangsstufe Q1: Kurzfilm fiktional
- Jahrgangsstufe Q2: Dokumentarfilm

Daneben gehören vor allem Aktivitäten im musikalischen Bereich (Rock- und Popbands, Big Band, Orchester, Chöre usw.) zur Schule. In den Klasse 5 und 6 werden für die Kinder, die nicht die Kultour-Klassen besuchen, in Zusammenarbeit mit der Musikschule La Musica Bläserkurse angeboten, bei denen die Kinder ein Blasinstrument erlernen und ihren Musikunterricht praktischer ausgerichtet erteilt bekommen.
Seit 2003 werden in den einzelnen Fächern kürzere Module in Englisch angeboten zum Erlernen der Fachterminologie. Aktuell können sich Schüler in ein bilinguales Modul
ab Klasse 7 einwählen, hierzu werden in den ersten beiden Jahrgängen 5 und 6 vorbereitende Kurse angeboten. Ab der 7. Klasse wird dann Fachunterricht in den Fächern Erdkunde oder Politik bilingual erteilt.
Die Europaschule wird im großen Sprachenangebot gepflegt sowie in den Kultour-Klassen im 8. Jahrgang unter dem Thema Multi-Kulti. Neben den Sprachen Englisch, Latein, Französisch und Spanisch kann Italienisch in AGs gelernt werden. Es existiert seit einigen Jahren ein Praktikumsaustausch mit der Stadt Verona. Die Schule war durch Erasmus- und Comenius-Projekte in Verbindungen zu anderen europäischen Ländern, so dass die Schüler Begegnungsmöglichkeiten hatten. Seit Juli 2017 ist das Abtei-Gymnasium Mitglied im Netzwerk Schule ohne Rassismus – Schule mit Courage.
Das Abtei-Gymnasium ist ebenfalls Teil der Schule der Zukunft – Bildung für Nachhaltigkeit, dies wird unter anderem im Differenzierungsbereich der Stufen 8 und 9 sowie in verschiedenen AGs behandelt.
Des Weiteren gibt es Veranstaltungen mit externen Gästen wie Autoren, Theater-Ensembles oder Musikern (unter anderem die Kölner Band Brings). Auch Veranstaltungen mit Externen werden durchgeführt.
1999 bis 2007 wurde eine umfangreiche Brandschutzsanierung des Schulzentrums durchgeführt. 2010 bis 2011 wurde die große Mensa gebaut. Aufführungen finden im Forum des Schulzentrums statt, in der eine Empore mit einbezogen werden kann. Ebenfalls können seit kurzem in der Mensa auf der „Szenenfläche“ Aufführungen stattfinden.

## Schüleraustausch
Die Schüler des Abtei-Gymnasiums können an diversen Schüleraustauschen teilnehmen. Die Möglichkeit dazu ergibt sich zum Teil durch die vorbereitende Teilnahme an einer Arbeitsgemeinschaft (AG). Partnerschulen befinden sich in England (Brookfield School in Southampton, Portchester Community School in Portchester), Frankreich (College prive mixte in Neuilly-sur-Seine), der Volksrepublik China (Beijing No. 8 High School in Peking), in Polen (VI. Liceum Ogolnolesztalcace in Katowitz), Israel (Lady Davis Com School in Tel Aviv), den USA (La Lumiere School in La Porte/Indiana) und in den Niederlanden (Scholengemeenschap Stevensbeek in Stevensbeek). Außerdem wird seit dem Jahr 2010 ein Schülerberufspraktikumsaustausch in Italien zwischen dem Abtei-Gymnasium Brauweiler und der Partnerschule IISS M. O. Luciano Dal Cero di San Bonifacio bei Verona durchgeführt.

## Arbeitsgemeinschaften
Am Abtei-Gymnasium gibt es zurzeit folgende Arbeitsgemeinschaften (Auswahl):
- Theater-AG: Unterstufe, Mittelstufe, Oberstufe
- Musik-AG: Combo
- Technik-AG (Betreuung der Schultechnik vor und bei Veranstaltungen)
- Sport: Fußball, Basketball, Tennis, Badminton, Schwimmen/Tauchen, Tanz, Klettern, Schach, Volleyball
- Informatik-AG
- Homepage-AG
- AG Mofakurs
- Tanz-AG
- Chinesisch (für Anfänger und für Fortgeschrittene)
- Flink mit 10 Fingern
- Streitschlichtung
- Italienisch-AG
- Golf-AG
- Bienen-AG

## Bekannte Schüler
- Helga Arendt (1964–2013), Leichtathletin
- Lucas Cueto  (* 1996), Fußballspieler
- Julian Köster (* 2000), Handballspieler
- Nadine Kösters (* 1995), Schauspielerin
- Jörg Niewöhner (* 1975), Sozialanthropologe
- Ralf Sturm (* 1968), Fußballspieler
- Florian Wirtz (* 2003), Fußballspieler
- Juliane Wirtz (* 2001), Fußballspielerin